# Za Torem (Potok)
Za Torem – część wsi Potok w Polsce położona w województwie podkarpackim, w powiecie krośnieńskim, w gminie Jedlicze.
W latach 1975–1998 Za Torem administracyjnie należało do województwa krośnieńskiego.